# Livádia (Lárnaca)
Livádia (em grego:  Λιβάδια) é uma cidade localizada no distrito de Lárnaca, Chipre. Com população de  7,206 habitantes pelo census de 2011.